# Amalvė-Šlavanta
Amalvė je řeka 3. řádu na jihu Litvy v okresech Prienai a Marijampolė, pravý přítok řeky Dovinė, do které se vlévá 1,5 km západně od obce Daukšiai, 21,6 km od jejího ústí do Šešupė. Pramení 1 km východně od vsi Pašlavantys pod názvem Šlavanta, 12,5 km západně od okresního města Prienai. Teče zpočátku klikatě kolem hradiště Pašlavančio piliakalnis v celkovém směru jihozápadním, u vsi Naujasis Skrynupis se stáčí k jihu, později opět k jihozápadu, míjí od jihu rozsáhlé rašeliniště Palios durpynas, protéká jižním okrajem vsi Šventragis, za kterou se stáčí k západu, míjí od jihu hradiště Šakališkių piliakalnis, protéká jezerem Amalvas (193,8 ha),  za kterým dostává název Amalvė a za kterým se stáčí k jihu až do ústí do řeky Dovinė.

## Přítoky Šlavanty
- Pravé:

| Hydrologické pořadí | Řeka      | Délka (km) | Povodí (km²) | Vzdálenost od ústí (km) | Ústí kde    | Koordináty ústí                  |
| ------------------- | --------- | ---------- | ------------ | ----------------------- | ----------- | -------------------------------- |
|                     | Skrynupis | 4,3        |              | 21,8                    | Skrynupis   | 54°33′44″ s. š., 23°41′48″ v. d. |
| 15010215            | Vasakytė  | 4,0        | 12,1         | 16,1                    | Šakališkiai | 54°33′44″ s. š., 23°41′48″ v. d. |
| 15010216            | Yglė      | 6,3        | 8,2          | 15,4                    | Šakališkiai | 54°33′16″ s. š., 23°41′7″ v. d.  |
|                     | Ožupelis  | 3,0        |              | 12,7                    | Šventragis  | 54°32′46″ s. š., 23°39′47″ v. d. |